# I Just Didn't Do It
I Just Didn't Do It (それでもボクはやってない Soredemo boku wa yattenai) è un film del 2007 diretto da Masayuki Suo, interpretato da Ryō Kase, Asaka Seto e Koji Yakusho.

## Trama
Narrando le vicende giudiziarie di un uomo accusato di aver molestato una studentessa su un treno. L'uomo viene arrestato e trascinato in un lunghissimo processo, nonostante si proclami sempre innocente.

## Distribuzione
Il film è stato presentato allo American Film Market nel novembre 2006. Il film è stato distribuito da Toho in Giappone il 20 gennaio 2007, mentre a New York è stato distribuito l'11 gennaio 2007. In Europa, il film è stato presentato nella sola Germania, il 18 novembre 2008, in occasione dello Osnabrück Festival des Neuen Japanischen Films.

## Accoglienza
Il film è stato selezionato per far parte dell'elenco dei film da candidare alla nomination per gli Oscar nel 2008 nella categoria Miglior film straniero ma non ha ottenuto la candidatura finale. Il film ha ottenuto comunque un notevole successo in patria, dove ha ottenuto tre riconoscimenti allo Yokohama Film Festival del 2008, come miglior film, miglior regia a Masayuki Suo e migliore attore protagonista a Ryō Kase.

## Premi e riconoscimenti
2007
Yokohama Film Festival
- Miglior film
- Miglior attore protagonista - Ryō Kase
- Miglior regista - Masayuki Suo